# Interstellar (singolo)
Interstellar è un singolo del rapper italiano Guè, pubblicato il 16 giugno 2015 come secondo estratto dal terzo album in studio Vero.

## Descrizione
Settima traccia di Vero, Interstellar è caratterizzato dalla partecipazione vocale del cantante statunitense Akon. A detta dello stesso Pequeno, il brano era originariamente destinato a Jason Derulo.
Dopo essere stato pubblicato per il download digitale, il singolo è entrato in rotazione radiofonica a partire dal 19 giugno 2015.

## Tracce
1. Interstellar (feat. Akon) – 3:40

## Classifiche
| Classifica (2015) | Posizione massima |
| ----------------- | ----------------- |
| Italia            | 69                |